# Dawid Rozenberg
Dawid Iochielewicz Rozenberg (ros. Давид Иохелевич Розенберг; ur. 15 listopada 1879 w Šateikiai k. Płungian, zm. 17 lutego 1950 w Moskwie) – radziecki ekonomista marksistowski i historyk myśli ekonomicznej, członek korespondent Akademii Nauk ZSRR (od 1939), największy uczony radziecki w dziedzinie ekonomii politycznej.

## Życiorys
W 1902 roku przeniósł się do Odessy, gdzie uczył się rosyjskiego. W 1904 wstąpił do partii Bund i zabrał się do zgłębiania literatury marksistowskiej. W latach 1924–1931 wykładał ekonomię polityczną w Akademii Wychowania Komunistycznego im. N.K. Krupskiej, a w 1937 roku został profesorem Moskiewskiego Uniwersytetu Państwowego im. M.W. Łomonosowa. W latach 1945–1948 był starszym pracownikiem naukowym Instytutu Marksa-Engelsa-Lenina przy KC KPZR.

## Odznaczenia i nagrody
- Order Czerwonego Sztandaru Pracy[1]

## Prace
- Historia ekonomii politycznej (1936; pol. wyd. 1955);
- Zarys rozwoju nauk ekonomicznych Marksa i Engelsa w latach czterdziestych XIX wieku (1950; pol. wyd. 1957);
- Komentarze do I tomu "Kapitału" Karola Marksa (1931; pol. wyd. 1957);
- Komentarze do II tomu "Kapitału" Karola Marksa (1931; pol. wyd. 1958);
- Komentarze do III tomu "Kapitału" Karola Marksa - część I (1931; pol. wyd. 1959);
- Komentarze do III tomu "Kapitału" Karola Marksa - część II (1933; pol. wyd. 1960).